# Паломничество Карла Великого
«Паломничество Карла Великого в Иерусалим и Константинополь» — французская эпическая поэма XII века, включающая много комических и буффонных эпизодов. Возможно, одна из древнейших chansons de geste. Поэма написана двенадцатисложным ассонансированным стихом; насчитывает 870 строк (то есть довольно короткая).
В оригинале, на старофранцузском языке, сохранилась в единственной рукописи, которую в июне 1879 года похитили из Британского музея, и с тех пор следы её затерялись. Однако до нас дошло несколько иноязычных её переработок (Карламагнуссага, средневаллийское Pererindod Siarlymaen), что говорит о популярности.

## Содержание
Карл Великий спрашивает жену, кто самый красивый король на свете, и она называет византийского императора Гугона (вымышленная фигура). Разозлённый Карл под видом паломничества в сопровождении двенадцати пэров отправляется сначала в Иерусалим (где получает от патриарха много важных реликвий и титул императора), а затем в Константинополь. Хорошо принятые Гугоном, франки вечером развлекаются похвальбой, которую подслушивает подосланный Гугоном шпион. В ней так много оскорбительного для Гугона, что он требует утром от франков выполнить свои обещания. Явившийся Карлу ангел обещает ему Божью помощь. Свою похвальбу выполняют Оливье, Гильом Оранжский и Бернар де Бребан; и тут река выходит из берегов, затопляя дворец, что заставляет Гугона признать превосходство франков. С большим почётом, но отказавшись от даров, Карл с пэрами возвращается в Париж. Карл прощает жену, а реликвии отдаёт в Сен-Дени и в другие монастыри.

## Издания
- Michel Fr. Charlemagne, an Anglo-Norman poem of the twelfth Century now first published with one Fac Simile. London; Paris, 1836.
- Karls des Grossen Reise nach Jerusalem und Constantinopel, ein altfranzösisches Heldengedicht des XIten Jahrhunderts, herausgegeben von E.Koschwitz. Heilbronn, 1880.
- To же, 2-е изд.— Heilbronn, 1883. To же, 3-е изд.— Leipzig, 1895. To же, 4-е изд.— Leipzig, 1900. To же, 5-е изд.— Leipzig, 1907. To же, 6-е изд.— Leipzig, 1913. To же, 7-е изд.— Leipzig, 1923.
- Cooper A.J. Le Pèlerinage de Charlemagne publié avec un glossaire. Paris, 1925.
- Le Voyage de Charlemagne à Jérusalem et à Constantinople. Texte publié avec une introduction, des notes et un glossaire par P.Aebischer. Genève; Paris, 1965 (TLF, № 115).
- Draskovic V. Putovanje Karla Velikog u Jerusalim i Carigrad. Beograd, 1965.
- Favati G. Il Voyage de Charlemagne, edizione critica. Bologna, 1965.
- Viaggio di Carlomagno in Oriente. A cura di M.Bonafin. Alessandria, Edizioni dell'Orso, 2007.